# Kaptromantie
Die Kaptromantie ist eine Methode der Mantik und gehört zum Bereich der Goëtie. Sie zählt zu den Varianten der Hydromantie, Gastromantie, Leconomantie  und ist eine Gattung der zeremoniellen Magie, bei der es um das Wahrsagen der Zukunft, mittels des Wassers, handelt.

## Herkunft und Praktiken
Es soll bezeugt sein, das nach Aussagen des Septimius Severus (146 – 211), Kaiser Didius Julianus  (um 133/137 – 193) der Kaptromantie zugetan war und von ihr häufig Gebrauch machte. Es wurde auch berichtet, dass bei Paträ am Tempel der Minerva eine Quelle entsprang, welche als Orakel diente. In diese Heilquelle wurde ein Spiegel gelegt und der Erkrankte betrachtete durch die Wasseroberfläche den Spiegel, darin konnte er den Ausgang seiner Krankheit sehen. Eine ähnliche Form wurde von einer Quelle bei Achaja vor einem  Cerestempel berichtet, bei diesem Zeremoniell ließ der Erkrankte einen Spiegel  an einer Schnur in das Wasser versenken und konnte dann den gesamten Verlauf der Krankheit erkennen.
Eine weitere Praktik beschreibt, dass ein Becken mit Wasser gefüllt wird, nach einer gewissen Zeit der geistigen Anstrengung und unter zusätzlichen Zeremonien wird erwartet, dass sich Luftgeister beschwören lassen. Ein weiteres Hilfsmittel ist ein Spiegel, der im gefüllten Wasserbecken abgesenkt wurde. Ein Medium, zum Beispiel ein junger Knabe oder eine junge schwangere Frau, soll im Spiegel das zukünftige Geschehen erblicken.